# Penedo (Alagoas)
Penedo é um município brasileiro do estado de Alagoas localizado ao sul do estado, às margens do Rio São Francisco, na divisa com o estado de Sergipe. Sua população, conforme estimativas do IBGE de 2021, era de 64 005 habitantes.

## História

Penedo, anos 1960. Arquivo Nacional

O nome Penedo originou-se de a grande pedra. O povoado, fundado por Duarte Coelho de Albuquerque (filho de Duarte Coelho Pereira), das principais cidades históricas do Brasil, foi elevado a vila de São Francisco em 1636 e em fins do século XIX passou a ser denominada Penedo do Rio São Francisco. Sua arquitetura atrai turistas de numerosas origens. A Igreja de Santa Maria dos Anjos é uma das obras primas mais visitadas.
Entretanto, os historiadores alagoanos discordam quanto a sua origem. Uns dizem que a criação do povoado está relacionada a Duarte Coelho Pereira, primeiro donatário da Capitania de Pernambuco. Os que discordam, afirmam que o responsável foi Duarte Coelho de Albuquerque, segundo donatário da Capitania, que herdou do pai. Entre os que defendem essa hipótese está Craveiro Costa, para quem a conquista de Alagoas começou em 1560. Duarte Coelho de Albuquerque organizou duas bandeiras, uma com destino ao norte de Olinda e outra para o sul. A bandeira que se dirigiu ao sul, à qual se incorporaram o próprio Duarte Coelho de Albuquerque e seu irmão, atingiu o rio São Francisco entre 1560 e 1565 e teria dado origem ao povoado.
A primeira sesmaria registrada na região data de 1596; outras foram distribuídas e, a partir de 1613, na sesmaria recebida por Cristóvão da Rocha, acredita-se ter sido fundado oficialmente o povoado.

## Economia e turismo

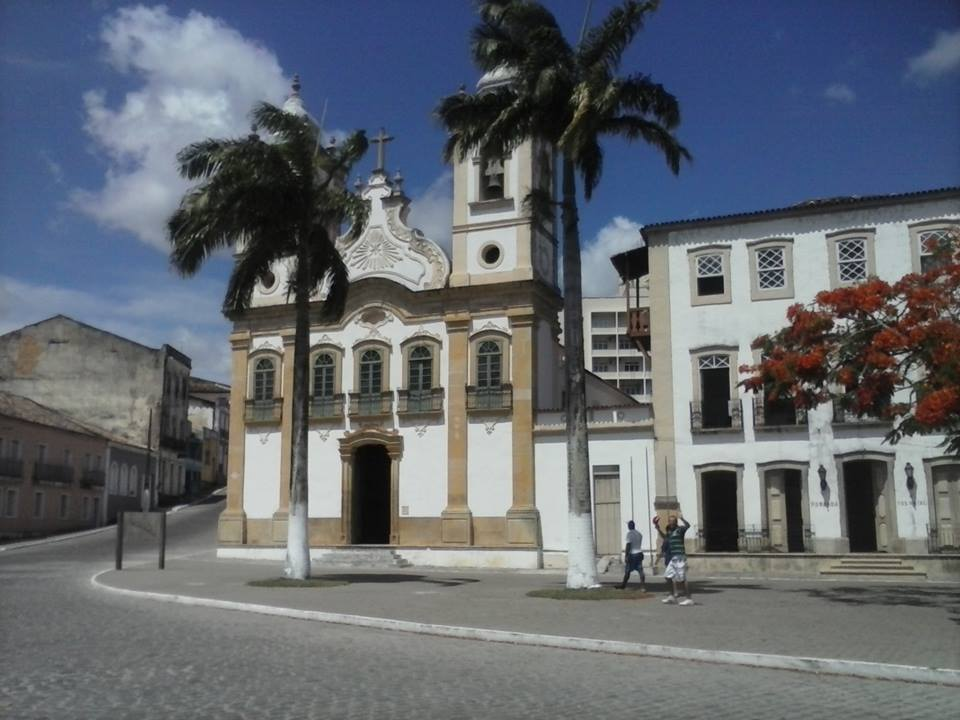
Igreja de Nossa Senhora da Corrente

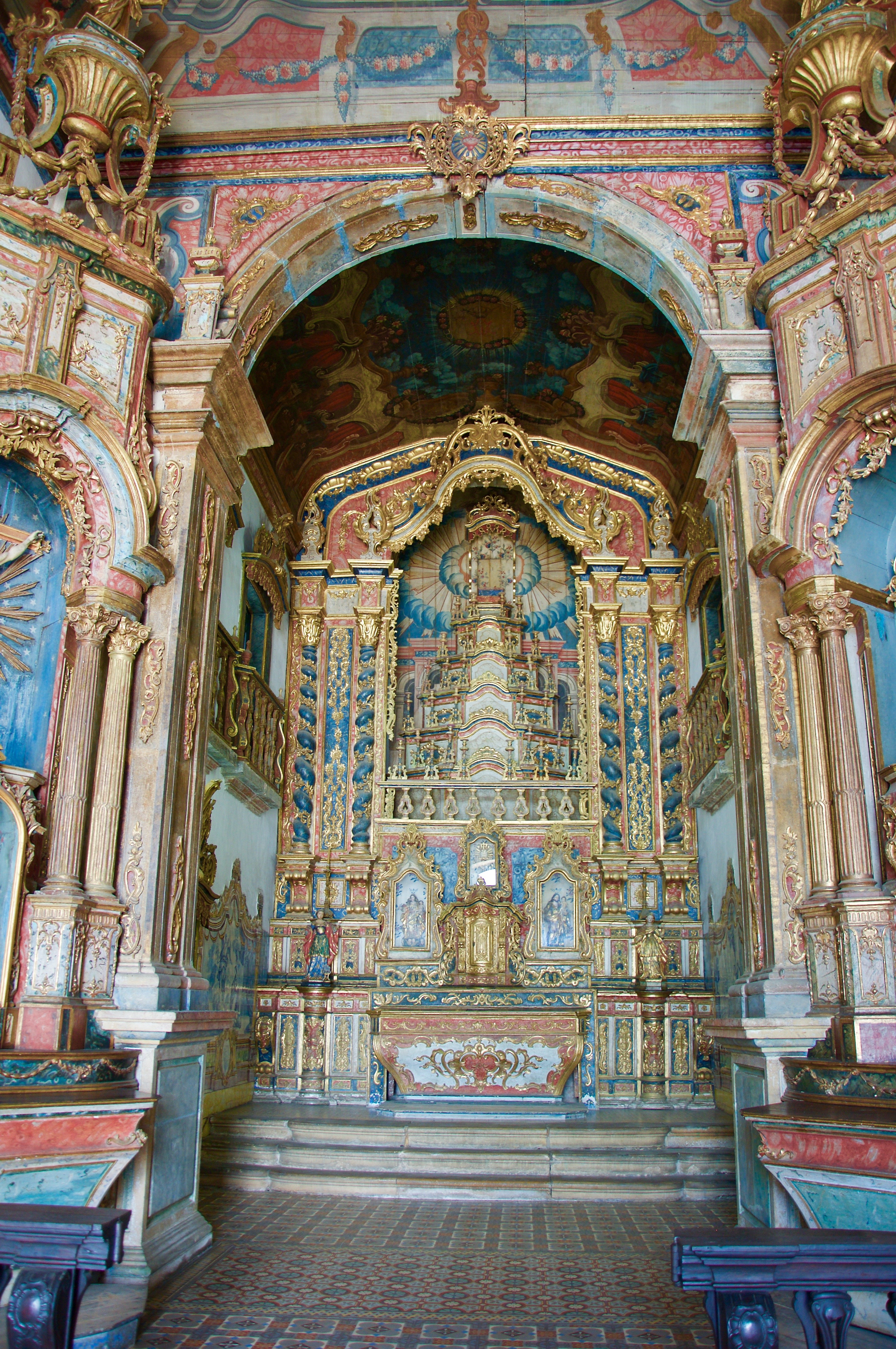
Altar-mor da Igreja de Nossa Senhora da Corrente

Sua principal fonte de renda provem da atividade primária, com o coco, o arroz, a pesca e a cana-de-açúcar.
A cidade de Penedo foi incluída como um dos sete destinos turísticos pelo fórum mundial de turismo de 2005 do Movimento Brasil de Turismo e Cultura (MBTC). O MBTC, é uma iniciativa de ação contínua, que tem como missão estimular o desenvolvimento local sustentável através do turismo e da valorização da cultura. As ações e iniciativas do forum são identificadas pela marca destinations. E  como dito a cidade do Penedo foi lançada como um destes destinos turísticos.
Merece especial atenção na cidade a Fundação Casa do Penedo, fundada em 1992, tem por objetivo a preservação da memória da cidade, em especial do seu patrimônio artístico e cultural. A Fundação Casa do Penedo, em sua sede própria - na rua João Pessoa 126 -, tem uma biblioteca e hemeroteca especializadas, um arquivo iconográfico e documental informatizado. Mantém exposição permanente contando a história do Penedo; divulga e relança obras, incentiva manifestações artísticas em todas as suas formas, com Biblioteca com mais de 20 mil títulos, acervo fotográfico Augusto Malta. Sala Barão do Penedo (painéis fotográficos e objetos pessoais), Sala Elísio de Carvalho (fotos e obras literárias), Sala dos Artistas (originais e réplicas de esculturas de artistas penedenses), Auditório Valdir Batinga (capacidade 50 pessoas, nas paredes reproduções de jornais), Sala Dom Pedro II (registros fotográficos e pictóricos das duas passagens de D. Pedro), Sala da Cidade (galeria com políticos penedenses além de visitantes ilustres), Sala de Exposições Transitórias - para celebrar fatos históricos e acontecimentos culturais.
Penedo já foi sede de um dos maiores eventos cinematográficos brasileiro, o Festival de Cinema que reunia artistas brasileiros renomados. É uma cidade essencialmente católica e de povo acolhedor.

### Patrimônio histórico

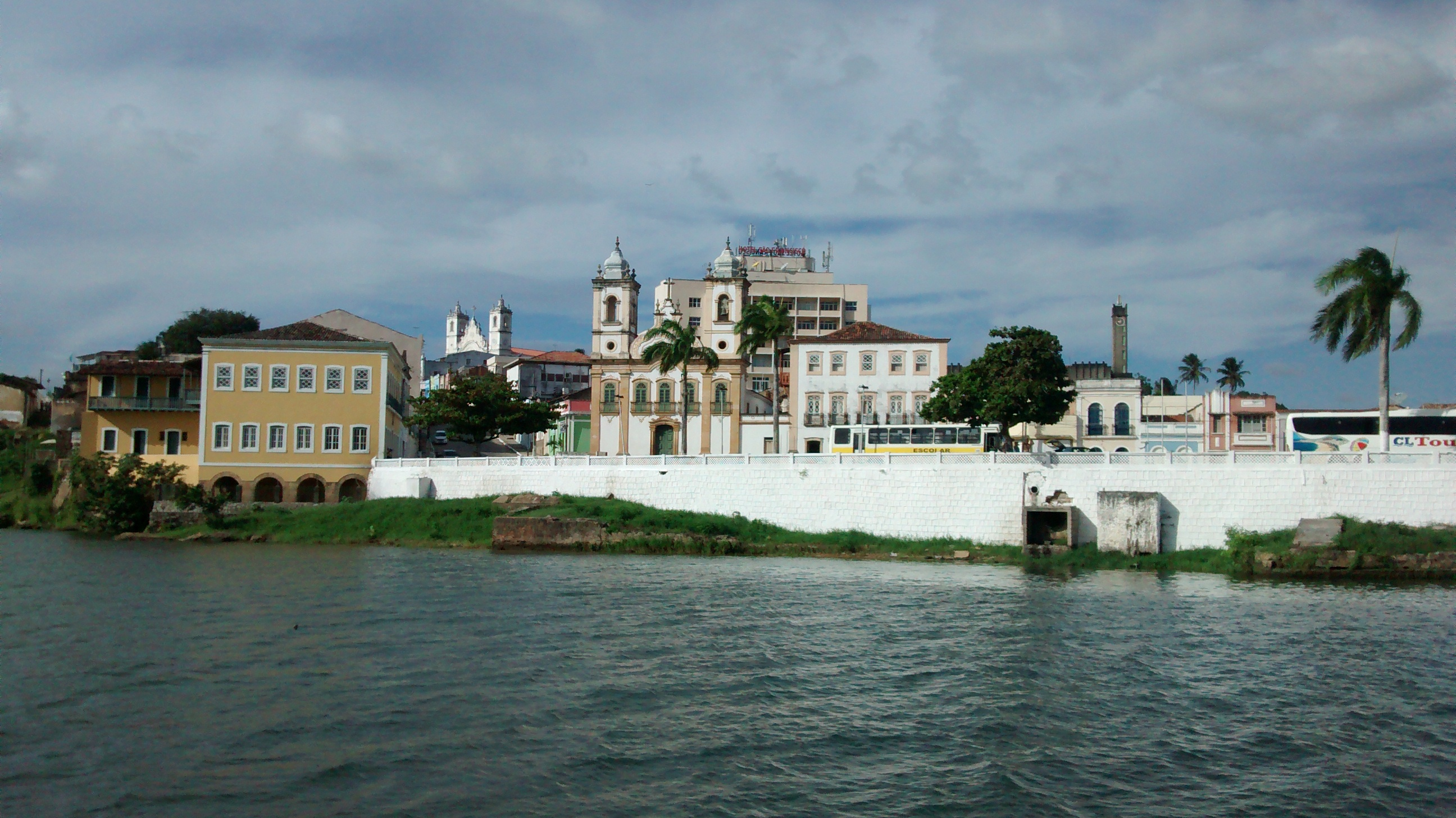
Vista do Centro Histórico de Penedo

O Centro Histórico do Penedo foi tombado em 1996 pelo Instituto do Patrimônio Histórico e Artístico Nacional. A cidade também tem parte de seu patrimônio histórico preservado, com destaque para o Paço Imperial, hospedagem de Dom Pedro II em 1859, onde estão expostas porcelanas, mobiliário e objetos que contam parte da história da cidade e do Brasil. O ilustre visitante, segundo conta o imaginário popular, teria dito que "o local é muito bonito e creio que deveria estar aqui a capital da Província".
Outras edificações de destaque são a Igreja Nossa Senhora da Corrente, a Igreja e o Convento de Nossa Senhora dos Anjos, do século XVIII, com detalhes barrocos; e a Igreja de São Gonçalo Garcia. A cultura ribeirinha, expressa pela localização da cidade às margens do Rio São Francisco, também é encontrada nos casarios e ruas de Penedo.
Sua principal fonte de renda vem da atividade primária.

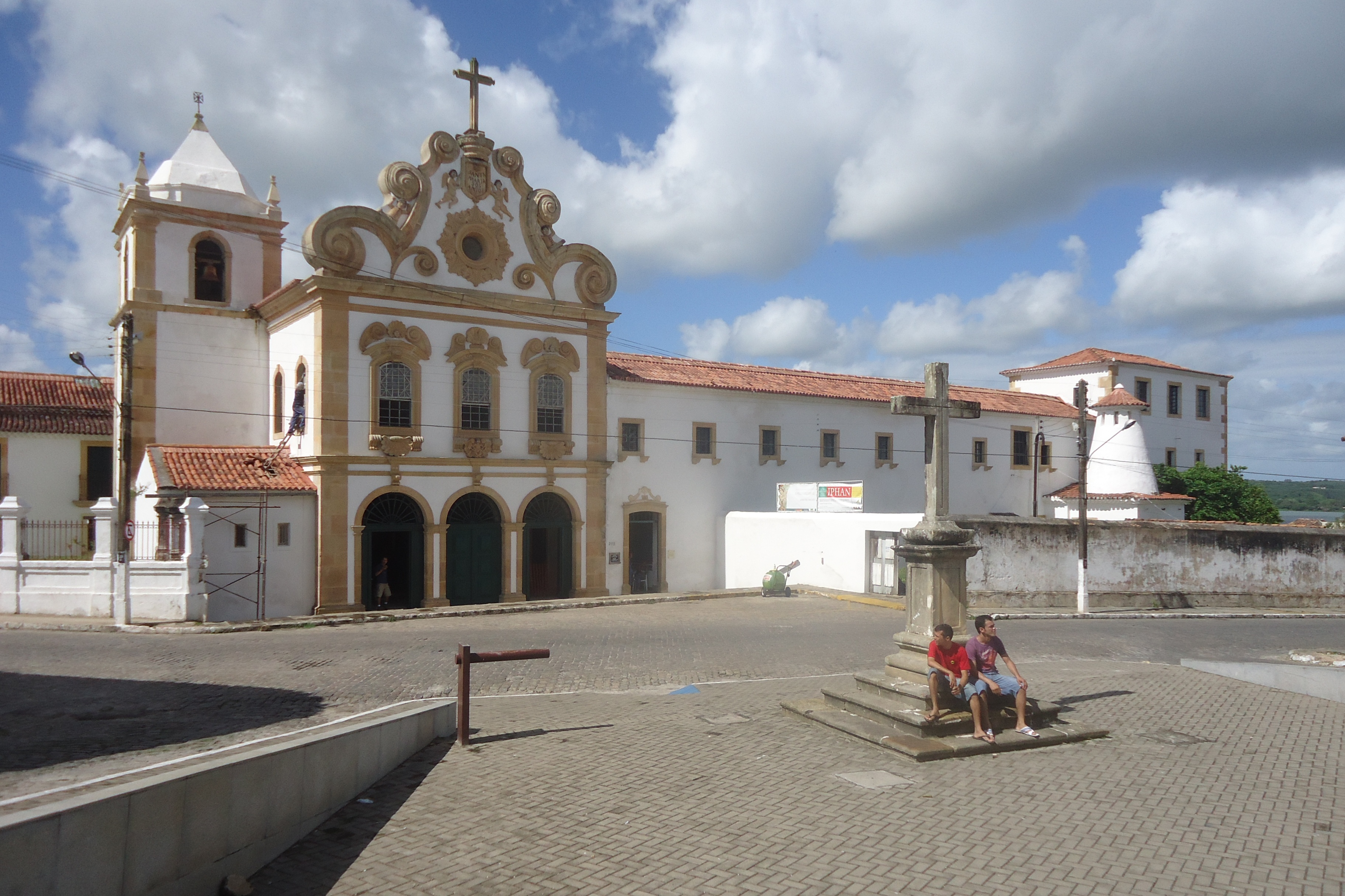
Convento e Igreja Santa Maria dos Anjos

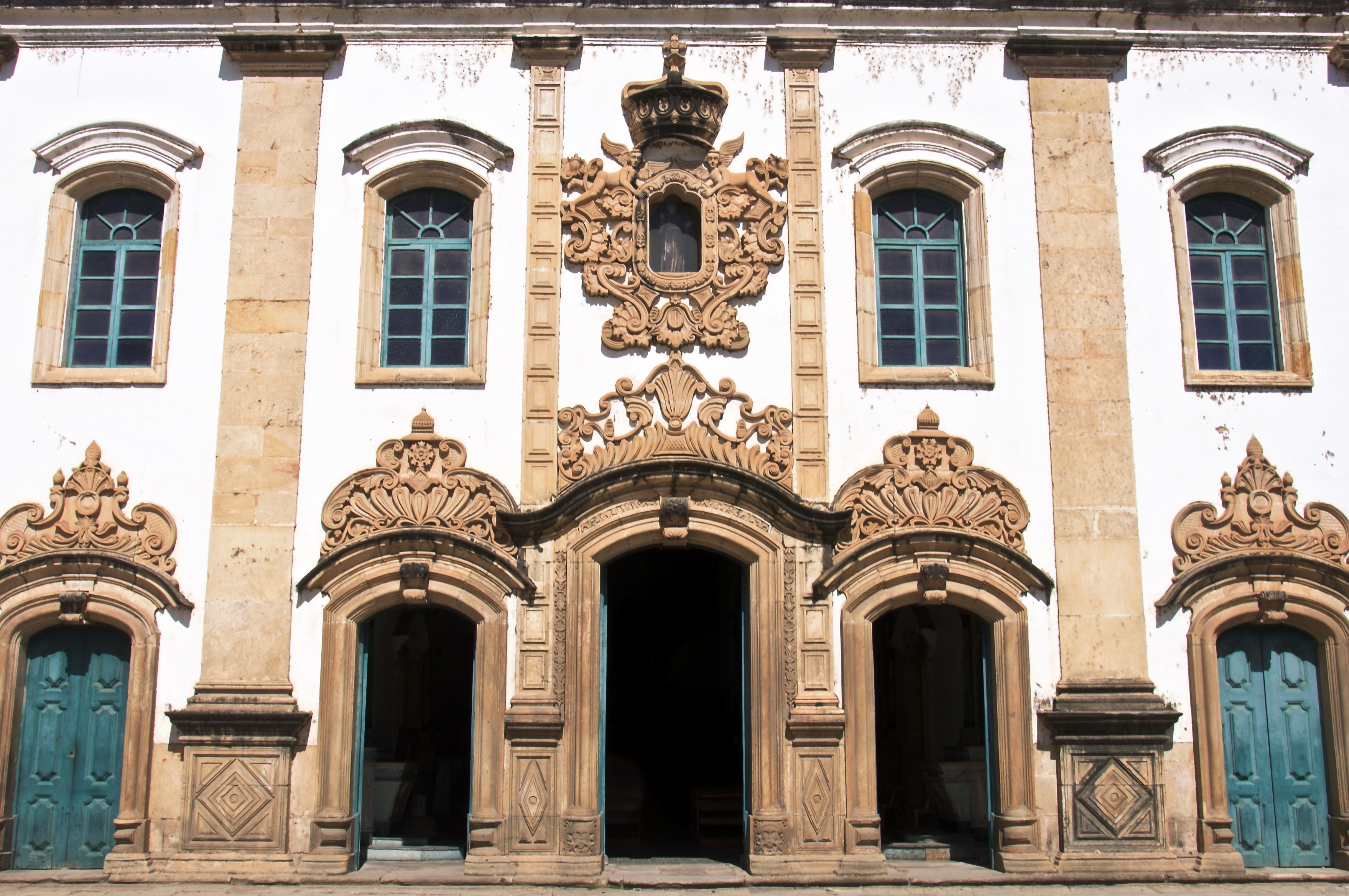
Igreja de São Gonçalo Garcia dos Homens Pardos

## Subdivisões

### Bairros
Penedo conta com 8 bairros, sendo 3 banhados pelo Rio São Francisco: o Centro, o Senhor do Bonfim e o Santo Antônio.
- Centro
- Senhor do Bonfim
- Santo Antônio
- Santa Luzia
- Santa Izabel
- Raimundo Marinho
- Dom Constantino
- Vila Matias

### Povoados
- Tabuleiro dos Negros
- Sítio Nazário (Embrapa)
- Cerquinha das Laranjas
- Campo Redondo
- Ponta Mofina
- Ilha das Canas
- Marizeiro
- Itaporanga
- Tapera
- Campo Grande
- Santa Margarida
- Santa Amélia
- Ilha do Jegue
- Cooperativa 1
- Cooperativa 2
- Conrado
- Pescoço
- Imbira
- Marituba do Peixe
- Marituba de Cima
- Capela
- Riacho do Pedro
- Murici
- Peixoto
- Ponta da Vargem
- Marcação
- Manimbu
- Taquari
- Prosperidade
- Palmeira-Alta
- Gulandim

## Penedenses ilustres
- Biografias de penedenses
- José Damasceno Lima
- Carlinhos Maia